# Neuilly-le-Vendin
Neuilly-le-Vendin is een gemeente in het Franse departement Mayenne (regio Pays de la Loire) en telt 385 inwoners (2004). De plaats maakt deel uit van het arrondissement Mayenne.

## Geografie
De oppervlakte van Neuilly-le-Vendin bedraagt 14,4 km², de bevolkingsdichtheid is 26,7 inwoners per km².

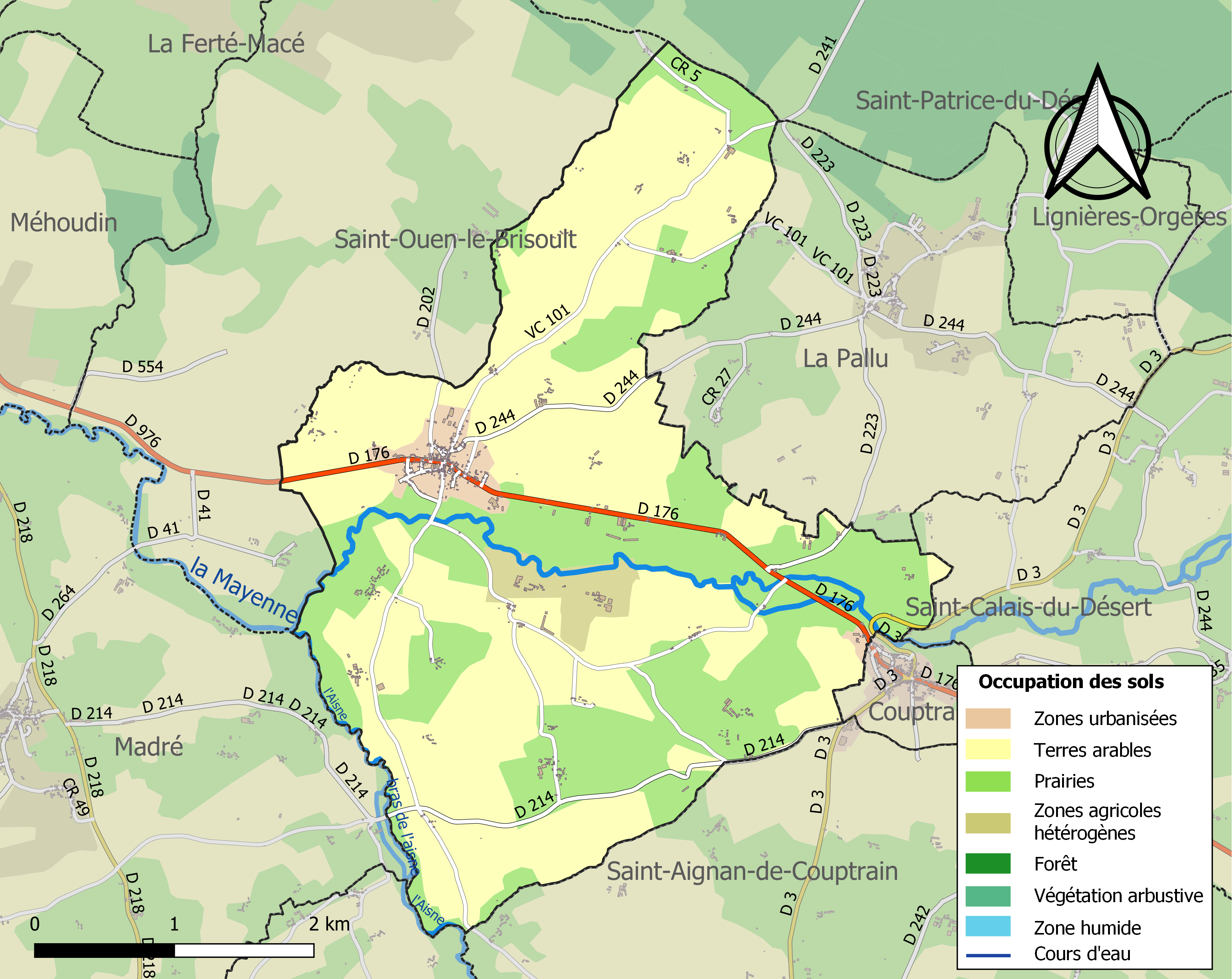
Kaart van de gemeente met de belangrijkste infrastructuur, bodemgebruik en omliggende gemeenten

## Demografie
Onderstaande figuur toont het verloop van het inwonertal (bron: INSEE-tellingen).

1. ↑  Populations de référence 2022.